# Sukanda Petraksa
Sukanda Petraksa (thailändisch สุกานดา เพชรรักษา; * 15. August 2003) ist eine thailändische Leichtathletin, die sich auf den Sprint spezialisiert hat.

## Sportliche Laufbahn
Erste Erfahrungen bei internationalen Wettkämpfen sammelte Sukanda Petraksa im Jahr 2019, als sie bei den Jugendasienmeisterschaften in Hongkong mit 26,43 s in der Vorrunde im 200-Meter-Lauf aus und belegte mit der thailändischen Sprintstaffel (1000 Meter) in 2:17,11 min den sechsten Platz. 2023 siegte sie mit der thailändischen 4-mal-100-Meter-Staffel bei den Südostasienspielen in Phnom Penh und gewann anschließend bei den Asienspielen in Hangzhou in 44,32 s gemeinsam mit Supawan Thipat, Supanich Poolkerd und On-uma Chattha die Silbermedaille hinter dem chinesischen Team. 2025 gewann sie mit der Staffel bei den Asienmeisterschaften in Gumi in 44,26 s gemeinsam mit Jirapat Khanonta, Supanich Poolkerd und Athicha Phetkun die Bronzemedaille hinter den Teams aus der Volksrepublik China und Indien. Anschließend belegte sie bei den World University Games in Bochum in 45,10 s den achten Platz.

## Persönliche Bestleistungen
- 100 Meter: 11,97 s (−0,3 m/s), 15. Mai 2025 in Chongqing
- 200 Meter: 25,14 s (−0,5 m/s), 21. Juli 2019 in Semarang